# Технический заказчик
Технический заказчик – юридическое лицо (до 2016 года также и физическое лицо), уполномоченное от имени застройщика выполнять весь комплекс инжиниринговых услуг в строительстве, начиная с получения ГПЗУ, приведения в соответствие технико-экономических показателей, разработки проектно-сметной документации, контроля качества строительства и заканчивая вводом в эксплуатацию объекта. 

## В российском законодательстве
Понятие «технический заказчик» определено пунктом 22 статьи 1 Градостроительного кодекса Российской Федерации:
технический заказчик - юридическое лицо, которое уполномочено застройщиком и от имени застройщика заключает договоры о выполнении инженерных изысканий, о подготовке проектной документации, о строительстве, реконструкции, капитальном ремонте, сносе объектов капитального строительства, подготавливает задания на выполнение указанных видов работ, предоставляет лицам, выполняющим инженерные изыскания и (или) осуществляющим подготовку проектной документации, строительство, реконструкцию, капитальный ремонт, снос объектов капитального строительства, материалы и документы, необходимые для выполнения указанных видов работ, утверждает проектную документацию, подписывает документы, необходимые для получения разрешения на ввод объекта капитального строительства в эксплуатацию, осуществляет иные функции, предусмотренные законодательством о градостроительной деятельности (далее также - функции технического заказчика).

## Функции
Согласно пункта 22 статьи 1 Градостроительного кодекса Российской Федерации функции технического заказчика могут выполняться только членом соответственно саморегулируемой организации в области:
- инженерных изысканий, 
-архитектурно-строительного проектирования, 
-строительства, реконструкции, капитального ремонта, сноса объектов капитального строительства, 
(за исключением случаев, предусмотренных частью 2.1 статьи 47, частью 4.1 статьи 48, частями 2.1 и 2.2 статьи 52, частями 5 и 6 статьи 55.31 настоящего Кодекса).
Таким образом, техническим заказчиком может быть только специализированная организация состоящая в трёх саморегулируемых организациях.